# شبكات غير غذائية
تعتبر أي حركة أو تأثير تُحدثه الأنواع على بعضها البعض تفاعلاً حيويًا. ويمكن النظر إلى هذه التفاعلات بين الأنواع المختلفة بعدة طرق. ومن هذه الطرق أن يتم توضيح هذه التفاعلات في شكل شبكة تحدد الأفراد والأنماط التي تربطها ببعضها البعض. ويُنظر إلى التفاعلات بين الأنواع المختلفة بشكلٍ أساسي في ضوء التفاعلات الغذائية التي تحدد الأنواع التي تتغذى على الأنواع الأخرى.
وفي الوقت الحالي، يتم تصميم الشبكات البيئية التي تتكامل مع التفاعلات غير الغذائية. ويمكن تصنيف نوع التفاعلات المندرجة تحتها إلى ست فئات وهي: التنافع، والتطاعم، والتحايد، والتساغب، والعداء، والتنافسية.
يمكن أن يكون رصد تكاليف الصلاحية وكذلك فوائد التفاعلات بين الأنواع وتقديرها أمرًا مثيرًا للجدل. وقد تؤثر طريقة تفسير هذه التفاعلات بشكلٍ كبير على النتائج المترتبة عليها.

## خصائص التفاعل
يمكن تحديد خصائص التفاعلات من خلال العديد من المعايير، أو أي مجموعةٍ منها.
- الانتشار

يحدد مصطلح الانتشار نسبة مجموعة الأفراد المتأثرة بتفاعلٍ معين؛ ومن ثمّ فهو يحدد ما إذا كان هذا التفاعل نادر نسبيًا أم شائعًا. وجديرٌ بالذكر أنه لا يوضع في الاعتبار بشكلٍ عام إلا التفاعلات الشائعة.
- سلبي/إيجابي

سواء كان التفاعل أمرًا ذا فائدةٍ أو مضرًا للأنواع الأخرى المتضمنة، فهو يعطي إشارةً على وجود التفاعل ونوعه الذي يصنّف ضمنه. ولتحديد ما إذا كانت التفاعلات مفيدة أم ضارة، يمكن إجراء الدراسات التجريبية و/أو الرصدية في محاولةٍ لتحقيق التوازن بين التكلفة/الفائدة التي يحققها الأفراد.
- القوة

لا تحدد الإشارة على وجود تفاعل مدى التأثير على صلاحية مثل ذلك التفاعل. ويمثل العداء أحد الأمثلة على ذلك، فقد يكون للضواري تأثير أكثر قوةٍ على أنواع فرائسها (الموت) من الطفيليات (انخفاض في الصلاحية). وبالمثل، يمكن للتفاعلات الإيجابية إنتاج أي شيءٍ بدايةً من التغيير الطفيف في الصلاحية إلى التأثير على الحياة أو الموت.
- العلاقة في المكان والزمان

لا يُعتد في الوقت الحالي بالعلاقة في المكان والزمان بشكلٍ كبير داخل بنية الشبكة، على الرغم من أن علماء الطبيعة قد وضعوها موضع الملاحظة لقرونٍ عديدة. وسيكون من الأفضل تضمين الموقع الجغرافي والفترة الزمنية والأنماط الموسمية لمثل هذه التفاعلات في تحليل الشبكة.

## أهمية التفاعلات
بالطريقة ذاتها، يمكن أن تحدث سلسلة غذائية، كما أنه من المتوقع أن تحدث «مجموعة سلاسل من التفاعلات». ومن ثَمّ، سيكون من الممكن تكوين شبكات «التأثير» التي توازي بعدة طرق شبكات الطاقة أو المادة المذكورة في المراجع العلمية. ومن خلال تقييم طوبولوجيا الشبكة والنماذج المكونة لها، قد نفهم بشكلٍ أفضل مدى تأثير التفاعل بين الأنواع المختلفة على بعضها البعض ومدى انتشار هذه التأثيرات خلال الشبكة. وفي بعض الحالات، تبين أن التأثيرات الغذائية غير المباشرة تميل إلى السيطرة على التأثيرات المباشرة (باتين، 1995)، ومن المحتمل أن ينشأ هذا النمط في التفاعلات غير الغذائية كذلك.

## الأنواع الأساسية
من خلال تحليل البنى المختلفة للشبكة، يمكن تحديد الأنواع الأساسية ذات الأهمية الكبرى.
ويطلق على فئةٍ مختلفةٍ أخرى من الأنواع الأساسية اسم «مهندسي النظام البيئي». فبعض الكائنات الحية تبدّل الطبيعة بصورةٍ كبيرة لدرجة أنها تؤثر في العديد من التفاعلات التي تحدث في موطنٍ معين. يستخدم هذا المصطلح للكائنات التي لها القدرة على «تعديل مدى توفر الموارد (لا توفر الكائنات نفسها) بصورةٍ مباشرة أو غير مباشرة للأنواع الأخرى، وذك من خلال إحداث تغيير في الحالة المادية للموادالحيوية أو غير الحيوية». وتعتبر القنادس مثالاً واضحًا على هؤلاء المهندسين. ومن الأمثلة الأخرى ديدان الأرض، والأشجار، والشعاب المرجانية، وكذلك الفطريات العالقة. ويمكن النظر إلى «مهندسي الشبكة» هؤلاء بأنهم «المسؤولون عن تعديل التفاعل»، أي أن أي تغييرٍ في كثافة أعدادهم يؤثر في التفاعلات التي تحدث بين نوعين اثنين أو أكثر.

## أمثلة مثيرة للاهتمام
قد يصعب استيعاب بعض التفاعلات المعينة بصورةٍ خاصة. وهذه التفاعلات تشمل ما يلي:
- البكتيريا الولبخية
- التعايشات الداخلية المنفعية
- النواقل
- الفيروسات

## الانتقادات
- هل يمكن تسجيل الحالات الحيوية المعقدة في مخططاتٍ تمثيلية؟
- كيف يمكننا تحديد التفاعلات غير المرئية وتقييمها بدقة؟
- ما مدى القوة التنبؤية لمثل هذه الشبكات على ديناميكيات أفراد المجموعات المشتركة في التفاعلات؟